# Brooddoos
Een brooddoos of broodtrommel, ook wel lunchbox genoemd, wordt gebruikt om lunch mee te nemen, bijvoorbeeld naar werk. Ook nemen scholieren vaak een broodtrommel mee naar school. 
De benaming 'brooddoos' wordt vooral in België gebruikt, waar de term 'broodtrommel' vrijwel onbekend is. In Nederland is het juist andersom. Broodtrommel is echter ook de benaming van een trommel waarin thuis brood bewaard wordt.
Brooddozen zijn in vele soorten en maten verkrijgbaar. Er zijn ook lunchboxen met een uitsparing voor bijvoorbeeld een appel, weer andere waar een beker in past. In vroeger tijden werd een stikkenzak (knapzak) van linnen of katoen voor dit doel gebruikt.

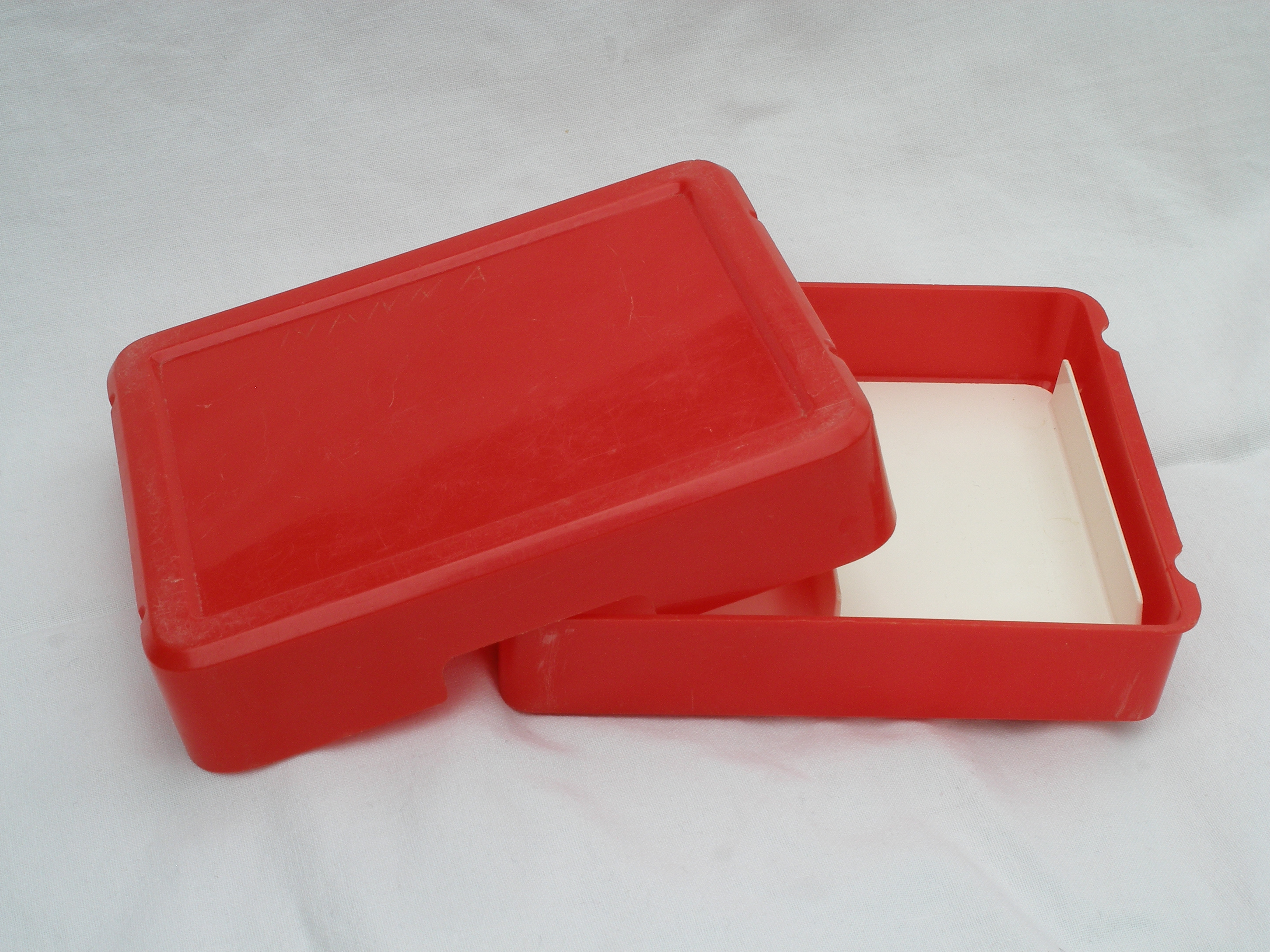
Brooddoos uit de jaren 1990
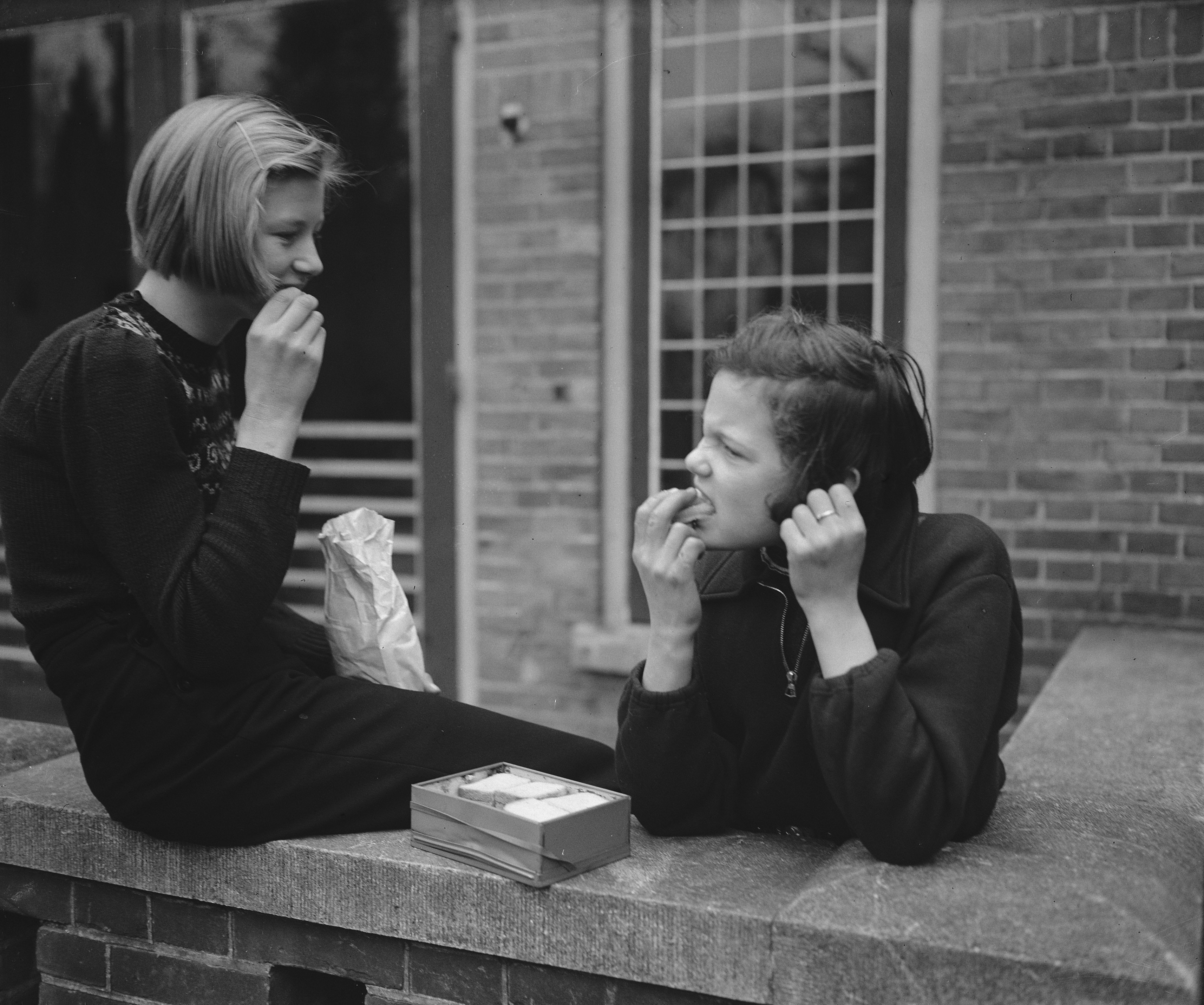
Meisjes met broodtrommeltje in 1946